# Federico Bernardeschi
Federico Bernardeschi (Carrara, 16 februari 1994) is een Italiaans voetballer die bij voorkeur als vleugelspeler speelt. Hij verruilde Toronto FC in de zomer van 2025 voor Bologna. Bernardeschi debuteerde in 2016 als international in het Italiaans voetbalelftal, waarmee hij in 2021 Europees kampioen werd.

## Clubcarrière

### Crotone
Bernardeschi stroomde in 2013 door vanuit de jeugd van Fiorentina. Dat verhuurde hem gedurende het seizoen 2013/14 aan Crotone, op dat moment actief in de Serie B. Hiermee debuteerde hij op 8 september 2013 in het betaald voetbal, op de derde speeldag van de competitie tegen Pescara Calcio. Bernardeschi kwam na 75 minuten in het veld voor Soufiane Bidaoui. Na zijn invalbeurt zette Crotone een 2–1 achterstand recht, waardoor zijn team het een punt behaalde. Hij kwam dat seizoen tot 39 competitiewedstrijden.

### Fiorentina
Na zijn huurperiode bij Crotone begon Bernardeschi het seizoen 2014/15 bij Fiorentina. Hiervoor speelde hij op 14 september 2014 zijn eerste wedstrijd in de Serie A, tegen Genoa CFC (0–0 eindstand). Op de laatste speeldag van het seizoen maakte hij zijn eerste doelpunt voor Fiorentina, de 2–0 tijdens een 3–0 overwinning op Chievo Verona. Bernardeschi maakte dat seizoen ook zowel zijn debuut als zijn eerste doelpunten in de Europa League met de club. Tijdens 3–0 overwinningen in de groepsfase op zowel EA Guingamp als Dinamo Minsk maakte hij beide keren het derde doelpunt. 
Bernardeschi verlengde in juli 2015 zijn contract bij Fiorentina tot medio 2019. In het seizoen 2015/16 scoorde hij vier goals in zeven Europa League-wedstrijden, tegen FC Basel (twee goals), Belenenses en Tottenham Hotspur. In de Serie A scoorde hij tweemaal in 33 competitiewedstrijden. Zijn echte doorbraak kwam in het seizoen 2016/17, toen hij elf keer scoorde in de Serie A en veertien keer in alle competities. Bernardeschi speelde in totaal 93 wedstrijden voor Fiorentina, waarin hij goed was voor 23 goals en elf assists.

### Juventus
In de zomer van 2017 maakte Bernardeschi voor 40 miljoen euro de overstap naar Juventus. Daar tekende hij een contract voor vijf seizoenen. Hij maakte op 13 augustus in de Supercoppa tegen Lazio (2-3 verloren) zijn debuut voor Juventus. Op 1 oktober was hij tegen Atalanta Bergamo goed voor zijn eerste goal en eerste assist voor Juventus. Met vier goals en vijf assists in 22 wedstrijden had hij een aandeel in zijn eerste kampioenschap met Juventus. Ook speelde hij mee in de met 4-0 gewonnen Coppa Italia tegen AC Milan.
Ook in de twee seizoenen erop werd hij kampioen met Juventus, maar hij pendelde altijd tussen bank en basis in. In het seizoen 2020/21 eindigde hij vijfde met Juventus en won hij de beker en Supercoppa, maar hij kwam het hele seizoen tot niet één goal. In vijf seizoenen voor Juventus kwam Bernardeschi tot 183 wedstrijden, twaalf goals en 24 assists.

### Toronto
In de zomer van 2022 maakte Bernardeschi transfervrij de overstap naar het Canadese Toronto FC, dat buiten de landsgrenzen actief was in de Amerikaanse MLS. In zijn eerste tien wedstrijden was hij direct goed voor acht doelpunten en twee assists. Op 19 mei 2024 was hij goed voor een hattrick in een 5-1 overwinning op CF Montréal. In juli 2024 was Bernardeschi voor het eerst aanvoerder van Toronto FC. Daar speelde hij drie jaar en kwam hij tot 99 wedstrijden. Daarin was hij goed voor 26 goals en zestien assists.

### Bologna
Na een afwezigheid van drie jaar keerde Bernardeschi in de zomer van 2025 terug in Italië, om te tekenen bij Bologna. Die club had net de Coppa Italia gewonnen en ging daardoor dit seizoen Europa League-voetbal spelen. Bernardeschi tekende er een contract voor twee seizoenen en ging spelen met rugnummer 10.

## Clubstatistieken
| Seizoen        | Club           | Competitie     | Competitie | Competitie | Beker | Beker | Internationaal | Internationaal | Totaal | Totaal |
| Seizoen        | Club           | Competitie     | Wed.       | Dlp.       | Wed.  | Dlp.  | Wed.           | Dlp.           | Wed.   | Dlp.   |
| -------------- | -------------- | -------------- | ---------- | ---------- | ----- | ----- | -------------- | -------------- | ------ | ------ |
| 2012/13        | Fiorentina     | Serie A        | 0          | 0          | 0     | 0     | –              | –              | 0      | 0      |
| 2013/14        | → Crotone      | Serie B        | 39         | 12         | 0     | 0     | –              | –              | 39     | 12     |
| 2014/15        | Fiorentina     | Serie A        | 7          | 1          | 0     | 0     | 3              | 2              | 10     | 3      |
| 2015/16        | Fiorentina     | Serie A        | 33         | 2          | 1     | 0     | 7              | 4              | 41     | 6      |
| 2016/17        | Fiorentina     | Serie A        | 32         | 11         | 2     | 1     | 8              | 2              | 42     | 14     |
| 2017/18        | Juventus       | Serie A        | 22         | 4          | 3     | 0     | 5              | 1              | 30     | 5      |
| 2018/19        | Juventus       | Serie A        | 28         | 2          | 2     | 1     | 8              | 0              | 38     | 3      |
| 2019/20        | Juventus       | Serie A        | 29         | 1          | 3     | 0     | 6              | 1              | 38     | 2      |
| 2020/21        | Juventus       | Serie A        | 27         | 0          | 5     | 0     | 7              | 0              | 39     | 0      |
| 2021/22        | Juventus       | Serie A        | 28         | 1          | 3     | 1     | 5              | 0              | 36     | 2      |
| 2022           | Toronto FC     | MLS            | 13         | 8          | 1     | 0     | –              | –              | 14     | 8      |
| 2023           | Toronto FC     | MLS            | 31         | 5          | 2     | 0     | –              | –              | 33     | 5      |
| 2024           | Toronto FC     | MLS            | 29         | 8          | 8     | 1     | –              | –              | 37     | 9      |
| 2025           | Toronto FC     | MLS            | 15         | 4          | 0     | 0     | –              | –              | 15     | 4      |
| 2025/26        | Bologna        | Serie A        | 0          | 0          | 0     | 0     | 0              | 0              | 0      | 0      |
| Carrièretotaal | Carrièretotaal | Carrièretotaal | 333        | 59         | 30    | 4     | 49             | 10             | 412    | 73     |

Bijgewerkt t/m 21 juli 2025.

## Interlandcarrière
Bernardeschi maakte op donderdag 24 maart 2016 onder leiding van bondscoach Antonio Conte zijn debuut in het Italiaans voetbalelftal, in een oefeninterland thuis tegen Spanje (1–1), net als Jorginho. Hij viel in dit duel na 60 minuten in voor Antonio Candreva.

### EK 2016
Bernardeschi maakte deel uit van de Italiaanse selectie op het EK 2016 in Frankrijk. Italië werd in de kwartfinale na strafschoppen uitgeschakeld door Duitsland. Bernardeschi zelf kwam tijdens het toernooi één keer in actie, in de met 0–1 verloren groepswedstrijd tegen Ierland.
Zijn eerste interlanddoelpunt volgde op 11 juni 2017. Hij maakte toen de 4–0 in een met 5–0 gewonnen kwalificatiewedstrijd voor het WK 2018 thuis tegen Liechtenstein. 

### EK 2020
Nadat Italië niet aanwezig was op het WK 2018, maakte Bernardeschi in de zomer van 2021 zijn rentree op een eindtoernooi. Op 11 juli speelde hij zijn vierde wedstrijd van het toernooi, de finale van het EK tegen Engeland. Hij viel in de 86'ste minuut in voor Federico Chiesa en zag hoe de wedstrijd na 120 minuten in 1-1 eindigde. Vervolgens scoorde Bernardeschi de vierde penalty van Italië. Hij was de laatste speler die zijn penalty scoorde, want daarna miste achtereenvolgens Jadon Sancho, Jorginho en Bukayo Saka, waardoor Italië Europees kampioen werd.
Hij speelde op 1 juni 2022 tijdens de CONMEBOL–UEFA Cup of Champions tegen wereldkampioen Argentinië zijn 39'ste en (vooralsnog) laatste interland voor Italië en verloor met 0-3.

## Erelijst
| Kampioen Serie A    | 3x | 2017/18, 2018/19, 2019/20 |
| Coppa Italia        | 2x | 2017/18, 2020/21          |
| Supercoppa Italiana | 2× | 2018, 2020                |

| Competitie | Winnaar | Winnaar | Runner-up | Runner-up | Derde  | Derde  |
| Competitie | Aantal  | Jaren   | Aantal    | Jaren     | Aantal | Jaren  |
| Italië     | Italië  | Italië  | Italië    | Italië    | Italië | Italië |
| ---------- | ------- | ------- | --------- | --------- | ------ | ------ |
| EK voetbal | 1x      | 2020    |           |           |        |        |